# Iruña Oka
Iruña Oka en basque ou Iruña de Oca en espagnol est une commune d'Alava, dans la Communauté autonome basque en Espagne.

## Hameaux
La commune comprend les hameaux suivants :
- Montevite (Mandaita en basque), concejo ;
- Nanclares de la Oca (Langraiz Oka en basque), concejo, chef-lieu de la commune ;
- Ollávarre (Olabarri en basque), concejo ;
- Trespuentes, concejo ;
- Víllodas (Billoda en basque), concejo.